# Sekundærrute 283

Sekundærrute 283 er en rutenummereret landevej på Lolland.
Ruten strækker sig fra Sakskøbing til Nysted.
Rute 283 har en længde på ca. 18 km.